# Пиписька Айка
«Пиписька Айка» (англ. Ike's Wee Wee) — эпизод 204 (№ 17) сериала «Южный Парк». Его премьера состоялась 27 мая 1998 года.

## Сюжет
Мистер Мэки проводит в классе лекцию о вреде сигарет, алкоголя и наркотиков, озаглавленную «Наркотики — это плохо» (англ. Drugs are bad). Он подчёркивает отрицательные моменты в курении, алкоголизме, употреблении марихуаны и ЛСД, в то время как дети глумятся над недостатками его речи. Лекция крайне неинформативна, и обсуждение каждой вредной привычки проходит по плану: «Наркотики — это плохо, вы не должны употреблять наркотики, п’нятно?» Чтобы объяснить, что «марихуана — это плохо», мистер Мэки пускает по классу образец марихуаны, чтобы дети знали, как она пахнет, и могли определить, не курят ли марихуану их друзья. Тем временем Кайл приглашает Стэна, Кенни и Картмана на «брит мила» Айка; Кайл обещает классную вечеринку, хотя сам толком не знает, что такое брит (в русском переводе ошибочно используется слово «бриз»).
Когда мистер Мэки просит передать марихуану обратно на первый ряд, вдруг выясняется, что образец исчез. Полиция обыскивает детей, но ничего не находит. К несчастью для мистера Мэки, это воспринимают как распространение марихуаны среди несовершеннолетних, и директриса немедленно увольняет его из школы (после этого показывается, как накурившийся марихуаны мистер Гаррисон смотрит по телевизору «Телепузиков»).
Стоя на остановке, ребята болтают с проезжающим мимо Шефом и спрашивают, не придёт ли он на брит Айка. Возмущённый Шеф говорит, что не перенесёт этого зрелища; когда дети просят уточнить, что особенного должно произойти, Шеф объясняет, что Айку сделают обрезание, но лишь намекает, что это из себя представляет. Неправильно поняв Шефа и поспрашивав у других людей, Стэн считает, что разобрался, и говорит Кайлу, что брит — это вечеринка, на которой Айк подвергнется «отрезанию», то есть ему отрежут пипиську. Ребята в шоке. Кайл спрашивает у родителей, что такое брит; они объясняют, что это «празднование вхождения твоего младшего брата в жизнь», и что они собираются сделать ему обрезание. Всё ещё не понимая, Кайл сильно пугается и начинает разрабатывать план спасения своего младшего брата, ища место, где его можно спрятать до тех пор, пока родители не придут в себя.
В это время идущего по улице мистера Мэки унижают все проезжающие мимо водители, называя его наркоманом и хиппи; он убегает от них в ближайший бар, где впервые в жизни напивается. Вернувшись домой, он обнаружил, что его домовладелец выгнал его из квартиры и сменил замки, потому что прослышал, что Мэки распространяет наркотики среди детей. Бездомный и уставший, Мэки находит приют в глухом переулке, где пробует марихуану по совету бомжа, «чтобы взбодриться». Тут же он видит как переулок превращается в яркий танцпол с неоновыми огнями. На следующий день мистер Мэки встречает в лесу за городом двух хиппи, и те угощают его ЛСД. У него случается трип, который нам показан как полёт превратившейся в воздушный шар головы Мэки по городу.
Чтобы огородить брата от «родителей-писькорубов», Кайл забрасывает его в поезд до Небраски. Затем Кайл делает из костей и тряпок куклу, похожую на Айка, чтобы не вызвать подозрений у родителей. Когда он входит с «Айком» в дом, куклу крадёт бродячий пёс, которого затем переезжает грузовик прямо напротив дома Брофловских. На «похоронах» Айка Кайл узнаёт тайну — что Айк на самом деле не его кровный брат, а усыновлённый ребёнок канадского происхождения. Возмущённый Кайл решает, что раз уж Айк не является его настоящим братом, то о нём не стоит заботиться. Тогда он признаётся родителям, что на самом деле Айк не умер, а находится в Небраске.
Мистер Мэки, ставший хиппи, знакомится с девушкой-хиппи и отправляется к ней домой, чтобы порисовать пальцами на стенах. Вскоре они решают пожениться и едут в свадебное путешествие в Индию. Мистер Мэки развязывает свой галстук, и его голова становится нормального размера. В это время семья Кайла ищет Айка в Небраске — они находят его в баре, где он заменяет подставку для столешницы. Когда Кайл отказывается признавать Айка своим братом, родители наказывают его.
Во время медового месяца в Индии мистера Мэки ловит команда А. Его бывшие работодатели вместе с Джимбо говорят, что должны были помочь ему справиться с наркотиками, а не увольнять. Мистер Мэки протестует, говорит, что ему нравится его новая жизнь, и что он со времени своих первых экспериментов в Саут-Парке не принимал наркотиков. Никто его не слушает, и в клинике Бетти Форд, его «исцеляют» от наркотической зависимости. Социальный работник повязывает мистеру Мэки галстук, и голова Мэки снова увеличивается до своих обычных размеров.
Наступил день «брит мила», а Кайл всё ещё наказан и дуется в своей комнате. Когда приходит раввин, чтобы исполнить обрезание, Айк в страхе убегает в комнату Кайла. Кайл не хочет с ним общаться, но в конце концов брат пробуждает в нём лучшие чувства, и Кайл начинает яростно защищать Айка до тех пор, пока, наконец, ему не объясняют, что же такое обрезание на самом деле. Родители говорят Кайлу, что тот тоже подвергался обрезанию, и что это всего лишь «чуть-чуть обрезать по краям пенис, чтобы он выглядел больше». Слыша это, Стэн и Картман решают, что они тоже хотят сделать обрезание.
Эпизод заканчивается тем, что мистер Мэки рассказывает детям о вреде наркотиков (теперь лекция называется «Наркотики и вы», Drugs and You), а дети опять над ним глумятся. Жизнь вернулась к обычному распорядку.

## Смерть Кенни
На кладбище, вскоре после «похорон» Айка Кенни падает в пустую могилу, а сверху на него рушится могильный камень.

## Персонажи
В этом эпизоде впервые появляется доктор Шворц. Бармен бара Саут-Парка впервые появляется здесь в этом качестве — в ранних сериях он был букмекером или просто одним из толпы горожан. Бомж, делящийся с мистером Мэки травкой, в дальнейшем играет эпизодическую роль в нескольких сериях и полнометражном фильме.
В классе сидят (слева направо): Венди; Терренс; Пип; Клайд; Картман; Токен; Кевин; Кайл; Дог Пу; Кенни; Стэн; Энни; Берта.

## Пародии
- Мистер Мэки говорит, что ЛСД приобрёл популярность благодаря Джону Леннону и Полу Маккартни. В этом легко угадывается намёк на их песню «Lucy in the Sky with Diamonds», которую за получающуюся из заглавных букв аббревиатуру «LSD» обвиняли в пропаганде этого наркотика.
- Пьяный мистер Мэки поёт песню Пэт Бенатар «Love Is a Battlefield». Позже эта песня прозвучала в сериале в исполнении жителей Саут-Парка в эпизоде «Алчность краснокожих».
- Музыка, звучащая в начале второй половины серии, — пародия на главную тему из ситкома «Сайнфелд».

## Факты
- Картман на вопрос «что для мужчины важнее всего» отвечает «ветчина». Ранее он ответил так на вопрос «Что главное в Рождестве?» в короткометражке «Дух Рождества: Иисус против Санты».
- В этой серии в третий раз появляется взрослая копия Билла (возможно, его отец) — он издевается над мистером Мэки, когда тот бредёт по улице. Фраза, которую он говорит, является труднопереводимым каламбуром: он говорит, что у Мэки и Гомера Симпсона есть «одна общая вещь — d’oh!» (это коронная фраза Гомера, звучащая очень похоже на «dope», то есть «дурь»).
- На футболке у одного из хиппи написано «Legalize Everything» (рус. Легализовать всё).
- Пёс, который уносит куклу Айка и погибает под машиной, — «самый злобный пёс города» Сильвестр из эпизода «Большой Эл-гомосек и его гомояхта».
- На футболке у усатого бармена «Бара Хэпа» в Небраске написано «Усы» (англ. Moustache).
- На пригласительном плакате «Добро пожаловать на брит Айка» (англ. Welcome to Ike's bris) вместо «брит» первоначально было написано, а затем зачёркнуто «funeral» (рус. похороны).
- В фотоальбоме можно увидеть фото Кайла с совсем маленьким Айком, фото братьев со слоном из эпизода «Слон занимается любовью со свиньёй», фото братьев, играющих в мяч и фото всей семьи Брофловских. Также фото Кайла со слоном стоит в рамке на тумбочке в его комнате.
- Приспособление для обрезания, которое доктор Шворц счёл более подходящим для канадца, повторяет форму кленового листа, изображённого на флаге Канады.
- На стене комнаты Кайла можно заметить известное фото показывающего язык Эйнштейна.
- Номер дома, снимаемого мистером Мэки, — 1000.
- В этом, как и в предыдущем эпизоде, буквы алфавита над доской в классной комнате выстраиваются в надпись «Боже мой, они убили Кенни! Сволочи» на испанском («DiOsMiOhAnMaTaDoHaKeNnYbAsTaRdOs…»). В последующих сериях алфавит возвращается к привычному виду, со строчными буквами, записанными в обратном порядке.
- Во время похорон Айка мужчина на волынке играет Хава нагила.
- Во время похорон католический священник Отец Макси предстаёт в форме еврейского священника.
- Мэки, после снятия галстука становится похожим на Стива Джоббса, который так же в молодости увлекался легкими наркотиками и уехал c подругой в Индию.

## Цензура
- В премьерном показе серии фрагмент, когда мистер Мэки говорит Джимбо, что не станет слушать его «правоавторитарное дерьмо», прозвучала без цензуры. Это был первый раз, когда в сериале прозвучало слово «дерьмо» (англ. shit). Все повторные показы шли с писком в этой фразе, однако показы на канадском кабельном телевидении шли без цензуры.
- Фраза Картмана «если потереть пожарнику шлем — то он плюнет в глаз» вырезалась в некоторых показах.
- После российского скандала, связанного с Южным парком, фраза шефа и реабилитатора, связанная с наркотиками («Все хорошо в своё время и на своем месте и это место называется колледж») была вырезана.